# António de Albuquerque Coelho de Carvalho
Der Portugiese António de Albuquerque Coelho de Carvalho (* 1655 in Lissabon, Portugal; † 25. April 1725 in Angola) hatte verschiedene Verwaltungsposten in Portugal und dessen Kolonialreich inne.

## Leben
1688 wurde er Capitão-mor in Pará und 1690 Capitão-mor vom Kapitanat Cumã in Maranhão in Brasilien. Sein Bruder Francisco de Albuquerque Coelho de Carvalho war Gouverneur von Maranhão. Aufgrund eines Fiebers kehrte António de Albuquerque Coelho de Carvalho nach Portugal zurück. Dort hatte er verschiedene Posten inne: Alcaide-mor von Sines, Gouverneur vom Beira Baixa und später Gouverneur von Olivença. 1709 kam António de Albuquerque Coelho de Carvalho wieder nach Brasilien und wurde hier zunächst Generalgouverneur von Rio de Janeiro, später Gouverneur von São Paulo. Nachdem er mit wenig Erfolg wieder nach Portugal zurückgekehrt war, wurde António de Albuquerque Coelho de Carvalho 1722 Gouverneur von Angola. Hier starb er drei Jahre später. Sein einziger legitimer Sohn ist Francisco de Albuquerque Coelho de Carvalho. Antónios unehelicher Sohn António de Albuquerque Coelho, der 1682 in Brasilien geboren wurde, hatte später verschiedene Verwaltungsposten im Kolonialreich inne.